# Keyser Söze
Keyser Söze – postać fikcyjna, antagonista filmu Podejrzani w reżyserii Bryana Singera. Według głównego bohatera, drobnego oszusta Rogera „Verbala” Kinta (Kevin Spacey), Söze jest przestępcą, którego bezwzględność i wpływy zyskały legendarny, a nawet mityczny status zarówno wśród policji, jak i przestępców. Postać została zainspirowana prawdziwym mordercą, Johnem Listem, oraz thrillerem szpiegowskim Bez wyjścia (No Way Out), w którym pojawił się tajemniczy kret z KGB, którego istnienia nikt nie był pewien.
Od czasu premiery filmu postać ta stała się synonimem niesławnych przestępców. Analiza postaci skupiła się na niejednoznaczności jego prawdziwej tożsamości i tego, czy w ogóle istniał czy był tylko wymysłem podczas przesłuchania. Chociaż filmowcy woleli pozostawić naturę postaci interpretacji widza, Singer powiedział, że uważa, że Kint i Söze to ta sama osoba.
W 2003 Keyser Söze znalazł się na 48 miejscu listy największych filmowych amerykańskich złoczyńców wybranych przez American Film Institute (AFI).